# Personaggi delle Cronache dei vampiri
Elenco dei principali personaggi della serie delle Cronache dei vampiri di Anne Rice.